# Nona
Nona – interwał złożony utworzony z oktawy oraz odpowiedniej sekundy (sekundy małej, zwiększonej itp.) zawarty między kolejnymi dziewięcioma stopniami skali muzycznej. W szeregu zasadniczym naturalnie występuje nona mała i wielka. Zastosowanie znaków chromatycznych pozwala zmienić jej rozmiar.

## Rodzaje
| Nazwa                                             | Opis | Przykład      |
| ------------------------------------------------- | --- | ------------- |
| Nona mała Posłuchaj: melodycznieⓘ harmonicznieⓘ   | Nona o rozmiarze trzynastu półtonów złożona z oktawy i sekundy małej. Występuje naturalnie w szeregu zasadniczym (E-f, H-c¹). Jest dysonansem. W przewrocie otrzymuje się septymę wielką. Oznaczenie: 9>.                     | Oktawa czysta |
| Nona wielka Posłuchaj: melodycznieⓘ harmonicznieⓘ | Nona o rozmiarze czternastu półtonów złożona z oktawy i sekundy wielkiej. Występuje naturalnie w szeregu zasadniczym (C-d¹, D-e¹, F-g¹, G-a¹, A-h¹). Jest dysonansem. W przewrocie otrzymuje się septymę małą. Oznaczenie: 9. | Oktawa czysta |

### Interwały pochodne
| [1] 9>>>>>       |
| ---------------- |
| [2] 9            |
| [3] [C] 7<<<<<   |
| [4] 6            |
| [5] Hisis-ceses¹ |

| [1] 9>>>>      |
| -------------- |
| [2] 10         |
| [3] [C] 7<<<<  |
| [4] 7          |
| [5] His-ceses¹ |

| [1] 9>>>     |
| ------------ |
| [2] 11       |
| [3] [C] 7<<< |
| [4] [C] 7<   |
| [5] H-ceses¹ |

| [1] 9>>     |
| ----------- |
| [2] 12      |
| [3] [C] 7<< |
| [4] 8       |
| [5] H-ces¹  |

| [1] 9<     |
| ---------- |
| [2] 15     |
| [3] [C] 7> |
| [4] 10>    |
| [5] c-dis¹ |

| [1] 9<<      |
| ------------ |
| [2] 16       |
| [3] [C] 7>>  |
| [4] 10       |
| [5] c-disis¹ |

| [1] 9<<<       |
| -------------- |
| [2] 17         |
| [3] [C] 7>>>   |
| [4] 11         |
| [5] ces-disis¹ |

| [1] 9<<<<        |
| ---------------- |
| [2] 18           |
| [3] [C] 7>>>>    |
| [4] [D]?         |
| [5] ceses-disis¹ |

Objaśnienia do tabeli:

[1] – oznaczenie interwału

[2] – rozmiar interwału podany w półtonach

[3] – przewrót interwału

[4] – najprostszy interwał o takim samym brzmieniu

[5] – przykład

[C] – należy pamiętać, że septymę małą oznacza się jako 7, a wielką jako 7<

[D] – interwał, który należy określić jako oktawa i tryton